# Federico Seeber
Federico Seeber (Córdoba; 26 de abril de 1973) es un periodista y conductor de televisión argentino.

## Biografía
Nació en Córdoba. Vivió la mayor parte de su infancia en la ciudad de Rafaela, provincia de Santa Fe. Cursó sus estudios universitarios en La Plata, provincia de Buenos Aires. Es Licenciado en Comunicación Social por la Universidad de La Plata.En 2007 se trasladó a la ciudad de Buenos Aires para incorporarse a la señal televisiva Artear donde trabaja como periodista en El Trece y Todo Noticias.
Hasta 2019 estuvo en pareja con Noelia Antonelli con quien tiene una hija Juana (n. abril de 2015)
Uno de los momentos más dramáticos en su carrera, fue cuando viajaba con su auto y en un semáforo de Córdoba y Araoz, y un ladrón le lanzó un ladrillo contra la ventanilla, estallando el vidrio a 40 centímetros de su cara y en la que terminó con cortadas leves en sus manos. El incidente no paso a mayores.

## Carrera
Buena parte de su trayectoria periodística se desarrolló en medios gráficos. En 1994, con 21 años ingresó como redactor al Diario Hoy; después de haber atravesado por varias secciones llegó a desempeñarse como prosecretario de redacción.
En el año 2005 integró el primer personal de Diario Perfil de Jorge Fontevecchia, donde permaneció hasta octubre de 2006. 
Fue colaborador de las revistas Veintitrés, Semana, Maxim, Cosmopolitan, entre otras; y de los diarios Crítica de la Argentina (fundado y dirigido por el periodista Jorge Lanata) y la Opinión de Los Ángeles.
En febrero del año 2007 se incorporó a Canal 13 donde empezó a trabajar como cronista de exteriores en la señal Todo Noticias.
En el año 2013 se puso al frente del segmento TN Mediodía, noticiero en el cual compartió la conducción con la periodista Lorena Maciel.
Desde julio de 2014, con la renovación de la programación de TN, lo acompañan en la conducción los periodistas Silvia Martínez y Franco Mercuriali.
Realizó numerosas coberturas en el exterior, entre ellas el Mundial de Fútbol de Sudáfrica desde Berlín, la Conferencia Mundial de Sida en Washington en 2011 y las elecciones presidenciales de EE. UU. en 2012.
En el verano de 2015 reemplazó a Santo Biasatti en la conducción de Telenoche.[cita requerida]
Desde mayo de 2016, empieza a conducir el segmento "TN de 13 a 16" junto a Florencia Etcheves hasta 2017, cuando Ricardo Canaletti lo reemplaza debido al estreno de Meta Data.
Hasta mediados de 2018, Seeber fue coconductor del segmento de "TN 10 a 14" junto a Guillermo Lobo y Lorena Maciel.
Luego, es coconductor del programa Meta Data de TN junto con Paula García hasta el verano del 2020.
En 2022 conducía Notitrece junto a Silvia Martínez Cassina, anteriormente fue columnista del noticiero entre 2020 y 2021. También formó parte de Lo de Mariana, por El Trece.
Desde 2023, conduce formalmente en reemplazo de Mediodía noticias, junto a Valeria Sampedro y en periodo de vacaciones veraniegas Arriba argentinos cuando no está Marcelo Bonelli.
Desde 2024 y 2025, fue panelista y conductor ocasional de Mañanísima con la conducción de Carmen Barbieri.

## Coberturas destacadas
En su carrera podemos encontrar, coberturas destacadas, como por ejemplo. El mundial de Sudáfrica 2010, "la Conferencia Mundial del SIDA" en 2011 en Washington y las "Elecciones Presidenciales del 2012 en Estados Unidos"